# Chiesa di Santa Maria Maddalena (Cremona)

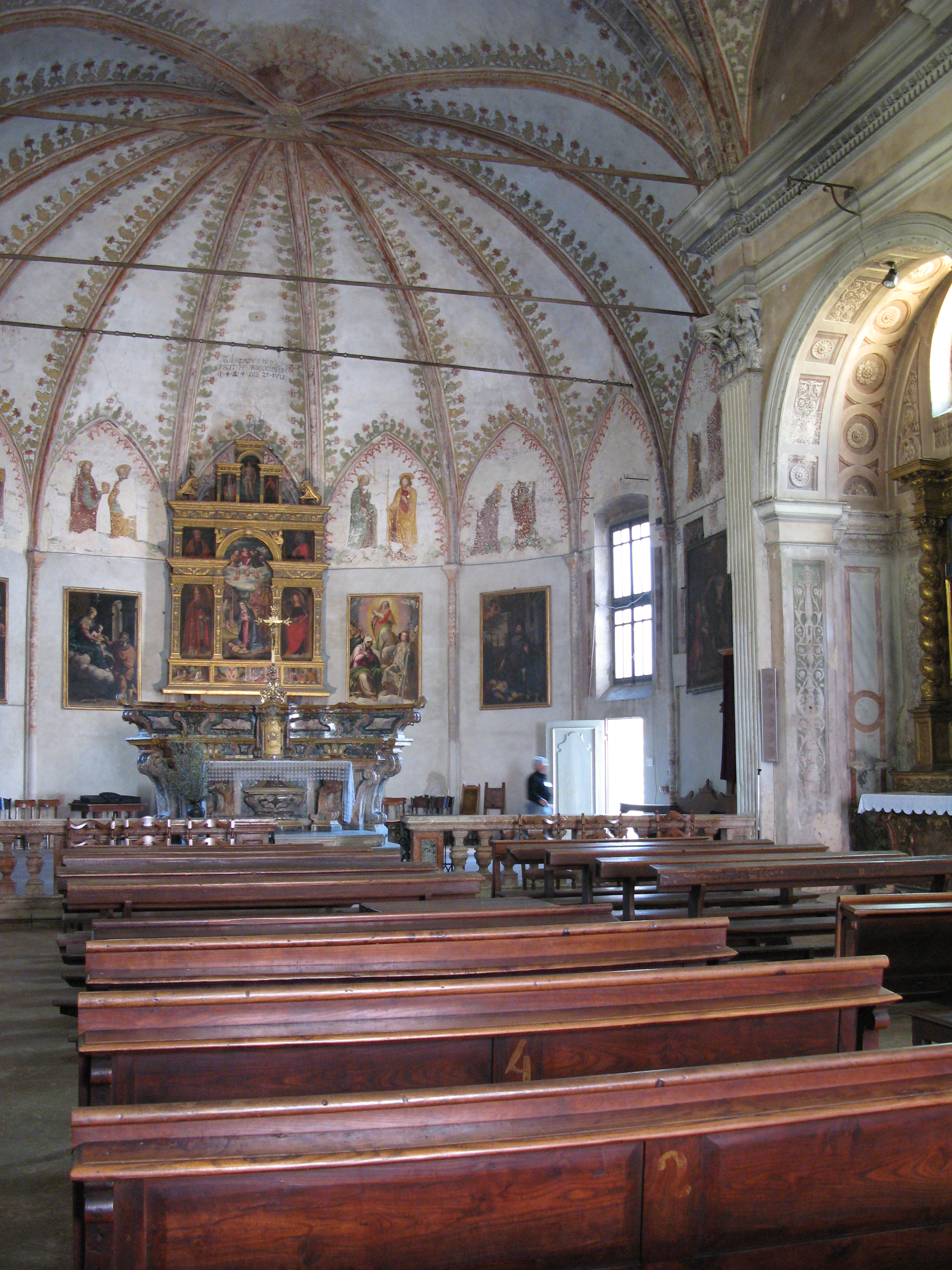
L'interno

La chiesa di Santa Maria Maddalena è un luogo di culto cattolico di Cremona, situato in via Realdo Colombo. La chiesa, a navata unica coperta da volte a crociera, risale al tredicesimo secolo.  Ricostruita nelle forme attuali nel 1484, conserva le originali forme e gli affreschi quattrocenteschi, oltre a una galleria di tele di importanti artisti cremonesi. 

## Storia
La chiesa, originariamente dedicata a san Clemente, risale al tredicesimo secolo, quando fu edificata in una zona acquitrinosa originariamente alveo del Po, successivamente annessa alla città. L'edificio attuale mantiene la pianta ad aula unica con cappelle laterali e pianta irregolare che risale alla chiesa originaria. La ricostruzione avvenne alla fine del quattrocento, ad opera dell'architetto locale Lazzaro Pozzali, in un periodo di prosperità e sviluppo architettonico della città iniziato con il matrimonio dei duchi di Bianca Maria Visconti e Francesco Sforza celebrato in San Sigismondo a Cremona nel 1441. Rimangono intatti di questo periodo costruttivo il profondo presbiterio con un grande coro absidato coperto dall'elegante volta ad ombrello, le volte della navata e delle cappelle laterali, e la facciata in mattoni. 

## Descrizione
L'architettura e la decorazione presentano una commistione di elementi rinascimentali e reminiscenze tardo gotiche. Durante i restauri degli anni sessanta sono riaffiorati gli affreschi quattrocenteschi del coro, raffiguranti i dodici apostoli disposti a coppie che affiancano il Redentore e san Clemente (nascosti dal polittico) e dalla parte opposta l'angelo annunciante, l'Annunciata e due profeti.
Agli inizi del Cinquecento venne collocato il grande polittico a tre ordini di Tommaso Aleni, raffigurante, al centro, Natività con angeli musici affiancata dai santi titolari della chiesa Clemente e Maria Maddalena. Al di sopra, i santi apostoli Pietro e Paolo. Nella cimasa, Cristo risorto tra i santi Imerio e Omobono. La predella illustra Storie della Maddalena
Negli anni venti del seicento avviene la parziale trasformazione in forme barocche con il sopralzo del pavimento, l'apertura di nuove finestre e le decorazioni a stucco.
Fra le più importanti opere conservate si ricordano:
- Incontro di san Domenico con san Francesco d'Assisi di Bernardino Gatti detto il Sojaro
- Storia di san Giovanni Damasceno di Luigi Miradori detto il Genovesino (1648)
- Assunta con sant’Anna e sant’Orsola di Vincenzo Campi (1577),
- San Pantaleone risuscita un bambino e Estasi di san Francesco di Ermenegildo Lodi
- Crocifisso ligneo del 1714
- San Rocco,  statua lignea seicentesca
- Decollazione di san Giovanni Battista di Luca Cattapane (1597)